# اما هانتر
اما هانتر (به انگلیسی: Emma Hunter) (زادهٔ ۱۹ مارس ۱۹۹۰) شناگر اهل ساموآی آمریکا است.